# Zics
Zics là một thị trấn thuộc hạt Somogy, Hungary. Thị trấn này có diện tích 15,01 km², dân số năm 2010 là 371 người, mật độ 25 người/km².